# 斎藤与里
斎藤 与里（さいとう より、1885年（明治18年）9月7日-1959年（昭和34年）5月3日）は、大正・昭和期の洋画家、美術評論家。本名は齊藤與里治。

## 経歴
埼玉県北埼玉郡下樋遣川村（現・加須市）生まれ。1905年京都に出て聖護院洋画研究所に入り、浅井忠や鹿子木孟郎に洋画を学ぶ。翌年の1906年には鹿子木とともにフランスへ渡った。1908年8月に帰国した後は「白樺」誌上で、ポスト印象派やフォーヴィスムの作品を紹介した。1912年、岸田劉生らとフュウザン会を結成（翌年解散）。1915年第9回文展に初出品した「朝」が初入選、1916年第10回文展に出品した「収穫」 が文展最初の特選、1927年第8回帝展でも「水郷の夏」が特選となる。1924年に槐樹社（1924-1931年）を設立し、機関誌『美術新論』の主幹として美術評論も行った。解散後、1932年に東光会（1932年-）を創設した。
この間、大阪美術学校（大阪芸術大学の前身・大阪美術学校とは別で、1944年廃校。跡地は枚方市立御殿山生涯学習美術センター）の創立に協力し、1926年に教授となった。
1937年（昭和12年）、この年から始まった新文展の審査員に就任。
1959年（昭和34年）4月に加須市名誉市民第1号に推挙されたが、同年5月3日に死去。

## 記念施設

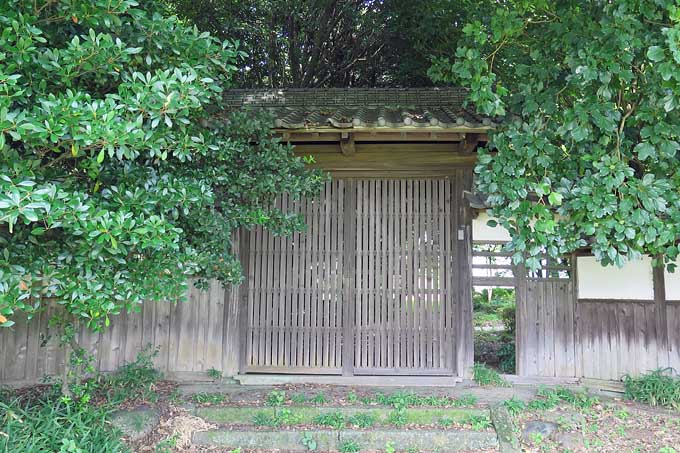
生家跡（2015年8月）

生家跡は斉藤与里記念公園（建物はなく、門のみ）になっている。